# IC 1102
IC 1102 — галактика типу Sb (компактна витягнута галактика) у сузір'ї Діва.
Цей об'єкт міститься в оригінальній редакції індексного каталогу.